# David Jenkins (jogador de rugby)
David Jenkins (12 de abril de 1904 – 13 de agosto de 1951) foi um jogador de rugby galês. Ele jogou rugby union pelo Swansea e rugby league pelo Leeds RLFC.